# 302 (số)
302 (ba trăm linh hai) là một số tự nhiên ngay sau 301 và ngay trước 303.